# Macar (platja)

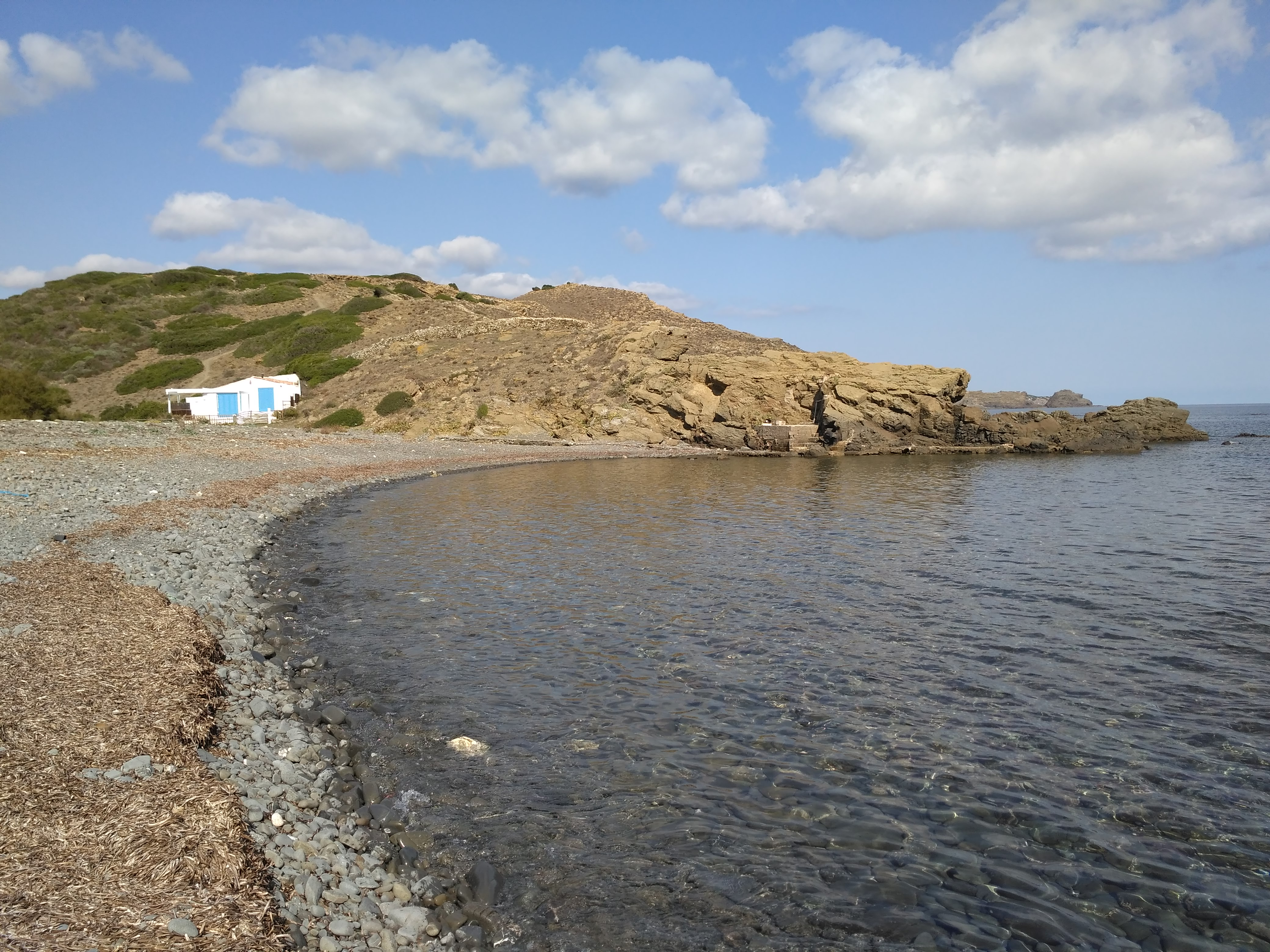
Macar de Binillautí, a Menorca.

Un macar o codolar és un terreny en una platja, a la riba d'un llac, d'un riu o en el seu llit o llera, cobert abundantment de macs o còdols. Les ribes i vores resten cobertes de còdols arrodonits per l'efecte erosiu de l'onatge o del corrent fluvial.

## Formació

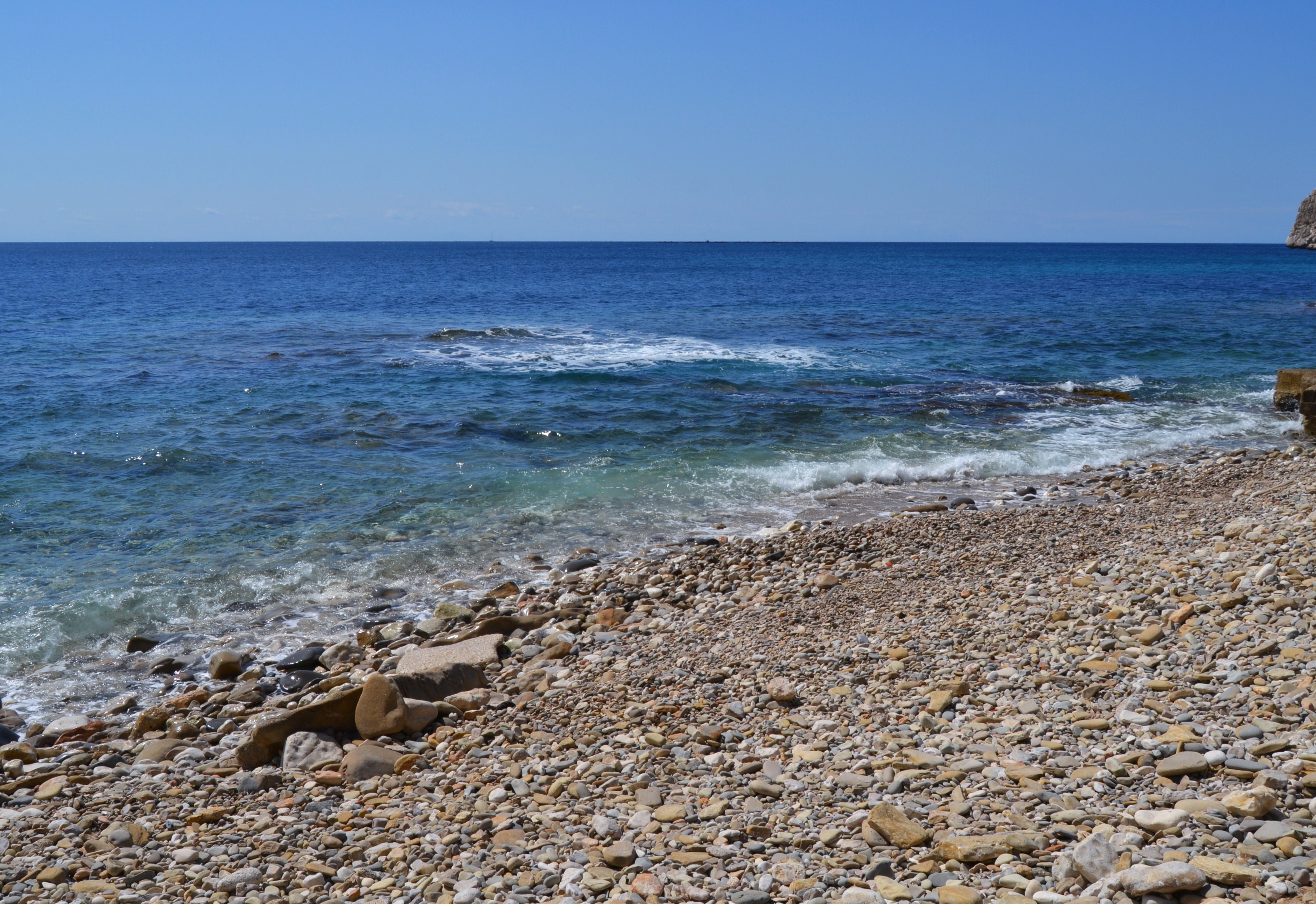
Platja de còdols de la cala les Urques, Calp

La formació de les platges de macs o còdols s'ha relacionat, generalment a arreu del món, amb les grans àrees sotmeses a la glaciació durant el Plistocè, sobretot en latituds altes, quan les glaceres van portar gran quantitat de sediments i roques que es van dipositar a prop de les costes. Sovint els còdols de les platges són abandonats pels rius que desemboquen a la mar. També, en molts indrets de platges litorals o lacustres, es formen per l'acció de l'onatge que arrodoneix i erosiona les roques de major mida que són mogudes dins l'aigua. Les mateixes onades produeixen el transport dels còdols cap a les platges.
Alguns exemples de macars als Països Catalans són el dels Alocs i el de Cala Macarrà, a la costa nord de Menorca. En aquests dos casos és el mar el que ha anat modelant les pedres que cobreixen la superfície d'ambdues platges.
Els macs o còdols d'algunes platges dels indrets turístics costaners catalans van desapareixent perquè molts turistes, estiuejants o autòctons se'ls emporten cap a casa. Uns com a record, altres per a decorar els testos i els voltants dels arbres o com a paviment del seu jardí. Els còdols i la vegetació de les platges són elements que cal protegir. Extraure i emportar-se còdols és una infracció greu i comporta una multa en alguns municipis, com a Cadaqués i a les platges del cap de Creus.